# Liste der Kulturgüter in Laténa
Die Liste der Kulturgüter in Laténa enthält alle Objekte in der Gemeinde Laténa im Kanton Neuenburg, die gemäss der Haager Konvention zum Schutz von Kulturgut bei bewaffneten Konflikten, dem Bundesgesetz vom 20. Juni 2014 über den Schutz der Kulturgüter bei bewaffneten Konflikten sowie der Verordnung vom 29. Oktober 2014 über den Schutz der Kulturgüter bei bewaffneten Konflikten unter Schutz stehen.
Objekte der Kategorien A und B sind vollständig in der Liste enthalten, Objekte der Kategorie C fehlen zurzeit (Stand: 1. Januar 2025).

## Kulturgüter
| Foto | | Objekt | Kat. | Typ | Standort                                                              | Beschreibung |
| ---- | --- | --- | ---- | --- | --------------------------------------------------------------------- | ------------ |
| ja   | Datei hochladen · Wikidata zu La Tène (Q176775)                                                                             | La Tène, Heiligtum der Eisenzeit, Referenzstätte der La-Tène-Zeit / La Tène, sanctuaire de l’âge de fer, site de référence pour l’Époque La Tène KGS-Nr.: 04049                                                         | A    | F   | Marin-Epagnier, Chemin de la Tène 568309 / 206125                     |              |
| ja   | Datei hochladen · Wikidata zu Klinik Préfargier, Gesundheitshaus und Park (Q29522979)                                       | Clinique de Préfargier, Gesundheitshaus und Park / Clinique de Préfargier, maison de santé et parc KGS-Nr.: 04051 | A    | G   | Marin-Epagnier, Préfargier 6 567322 / 206232                          |              |
| BW   | Datei hochladen · Wikidata zu Les marais d’Epagnier, Ensemble prähistorischer und mittelalterlicher Fundstellen (Q29522986) | Les marais d’Epagnier, Ensemble prähistorischer und mittelalterlicher Fundstellen / Les Marais, ensemble de sites néolithiques et médiévals KGS-Nr.: 09633                                                              | A    | F   | Marin-Epagnier, Route de Près-Menod 568700 / 206800                   |              |
| BW   | Datei hochladen · Wikidata zu Les Bourguignonnes, Kultur- und Siedlungsgebiete der Eisenzeit (Q29522997)                    | Les Bourguignonnes, Kultur- und Siedlungsgebiete der Eisenzeit / Les Bourguignonnes, zones culturelles et d’habitation de l’âge du fer KGS-Nr.: 09634                                                                   | A    | F   | Marin-Epagnier, Chemin des Cheintres 567701 / 207000                  |              |
| ja   | Datei hochladen | Archiv und Sammlungen des Amts für Kulturerbe und Archäologie Neuenburg, Abteilung Archäologie / Archives et collections de l’office du patrimoine et de l’archéologie de Neuchâtel, section archéologie KGS-Nr.: 10522 | A    | S   | Hauterive, Espace Paul-Vouga 7 564451 / 206338                        |              |
| ja   | Datei hochladen · Wikidata zu Laténium, kantonales archäologisches Museum (Q27481419)                                       | Laténium, kantonales archäologisches Museum / Le Laténium, musée cantonal d’archéologie KGS-Nr.: 11608 | A    | S   | Hauterive, Espace Paul-Vouga 7 564451 / 206338                        |              |
| BW   | Datei hochladen · Wikidata zu Haus Clottu (Q29785915)                                                                       | Maison Clottu KGS-Nr.: 04023 | B    | G   | Hauterive, Rue de la Rebatte 16 564434 / 207128                       |              |
| BW   | Datei hochladen · Wikidata zu Haus Court (Q29785916)                                                                        | Maison Court KGS-Nr.: 04024 | B    | G   | Hauterive, Rue des Chasse-Peines 10 564502 / 207100                   |              |
| ja   | Datei hochladen · Wikidata zu Zehntenhaus (Q29786051)                                                                       | Zehntenhaus / Maison de la Dîme KGS-Nr.: 04130 | B    | G   | Saint-Blaise, Rue de la Dîme 3–5 / Chemin de Mureta 7 565949 / 207326 |              |
| ja   | Datei hochladen · Wikidata zu Haus Perrier (Q29786053)                                                                      | Haus Perrier / Maison Perrier KGS-Nr.: 04131 | B    | G   | Saint-Blaise, Rue de Lavennes 1 565537 / 207020                       |              |
| ja   | Datei hochladen · Wikidata zu Haus Terrisse (Le Tilleul) (Q29786054)                                                        | Maison Terrisse / Haus Terrisse KGS-Nr.: 04132 | B    | G   | Saint-Blaise, Route de Lignières 2–4 565823 / 207402                  |              |
| ja   | Datei hochladen · Wikidata zu Reformierte Kirche (Q29786055)                                                                | Reformierte Kirche / Temple KGS-Nr.: 04133 | B    | G   | Saint-Blaise, Grand’Rue 17 565646 / 207030                            |              |
| ja   | Datei hochladen · Wikidata zu Internat Montmirail und Haus Tribolet (Q29785958)                                             | Internat Montmirail und Haus Tribolet / Pensionnat de Montmirail et Maison de Tribolet KGS-Nr.: 04135 | B    | G   | Thielle-Wavre, Montmirail 1–9 568600 / 207400                         |              |
| BW   | Datei hochladen · Wikidata zu Les Perveuils, gallorömische Villa und Mausoleum (Q29785956)                                  | Les Perveuils, gallorömische Villa und Mausoleum / Les Perveuils, villa et mausolée gallo-romains KGS-Nr.: 09635 | B    | F   | Marin-Epagnier 567500 / 207400                                        |              |
| ja   | Datei hochladen · Wikidata zu Kapelle (Q29785906)                                                                           | Kapelle KGS-Nr.: 11870 | B    | G   | Enges, Route Principale 18 567604 / 211805                            |              |